# Język aecki ambala
Język aecki ambala (ambala, sambalski ambala) – język austronezyjski używany przez ok. 2 tys. osób w regionach Środkowe Visayas i Luzon Środkowy na Filipinach. Należy do grupy języków filipińskich.
Jego użytkownicy komunikują się także w języku filipińskim.
Jest zapisywany alfabetem łacińskim.